# Lavoratori di tutto il mondo, ridete
Lavoratori di tutto il mondo, ridete è una raccolta di storielle umoristiche sul comunismo russo pubblicata nel 2007, opera dello scrittore e regista teatrale italiano Moni Ovadia.

## Scopo
Questo libro contiene uno spaccato della vita nell'Unione Sovietica attraverso il punto di vista della storiella satirica, in particolare di quella di tradizione ebraica. Questi piccoli racconti, quasi delle barzellette, sono spesso molto pesanti e duri contro personalità famose o contro l'intero regime comunista che ha governato la Russia per gran parte del XX secolo. Nonostante la satira molto caustica, Ovadia rivendica la sua militanza comunista, benché riconosca gli "orrendi crimini" perpetrati da gente come Stalin, Pol Pot e Mao Tse-Tung, in particolare la persecuzione degli avversari politici e degli ebrei avvenuta sotto il regime di Stalin. Egli ritiene che le idee originarie del comunismo, cioè gli ideali di uguaglianza e giustizia sociale che ne sono il nucleo, non siano da mettere in soffitta, ma da riproporre anche per contrapporli ai dilaganti effetti nefasti che il capitalismo occidentale ha portato non solo nel Terzo Mondo ma anche nei cosiddetti paesi sviluppati.
L'autore ritiene necessaria una rivalutazione onesta, senza revisionismi, del comunismo. Egli osserva come, dalla caduta dell'URSS in poi, l'utopia sia stata considerata universalmente come criminogena in sé, legittimando in questa maniera il mantenimento dello status quo. È necessario quindi, secondo Ovadia, analizzare il fenomeno comunismo con tutti i suoi crimini e nefandezze, cercando però di prendere ciò che di buono aveva nel suo nucleo per far rinascere la speranza di un mondo migliore, più giusto.
Infine, benché conscio che questa sua opera sarà molto gradita
ammonisce le persone che, soprattutto in Italia, amano fare un revisionismo a 360 gradi del comunismo, il cui vero obbiettivo è, secondo Ovadia, non tanto colpire il passato regime comunista di Stalin, ma le presenti e future legittime richieste di un mondo più equo, bollandole come comuniste e quindi portatrici di un male assoluto. Egli infine spera in una vera società socialista, caratterizzata - diversamente da quella passata - da libertà e democrazia, ma ancora di là da venire.

## Forma
L'autore è convinto che la storiella umoristica, in particolare quella di tradizione ebraica, cioè il witz, sia l'ideale mezzo per concentrare, in poche righe, le contraddizioni e le critiche dell'uomo contro la rigidità mentale e la brutalità dei violenti. Lo scopo principale del witz è secondo Ovadia
Ciò è molto importante secondo l'autore in quanto ha una funzione di autocontrollo e di prevenzione dell'autoritarismo, e ciò spiega la grande avversione che spesso i potenti hanno verso la satira.

## Contenuto
Il libro è composto da ventitré capitoli, ognuno dei quali dedicato a una persona o a un aspetto centrale del comunismo russo. In particolare, i personaggi nominati sono:
- Vladimir Lenin;
- Iosif Stalin;
- Aleksej Grigor'evič Stachanov;
- Nikita Sergeevič Chruščëv;
- Leonid Il'ič Brežnev;
- Jurij Vladimirovič Andropov;
- Konstantin Ustinovič Černenko;
- Boris Nikolaevič El'cin

mentre tra gli aspetti più famosi del comunismo troviamo il Kgb, la collettivizzazione, la dizinformacija. Ovadia riporta anche storielle satiriche sugli ebrei e sull'antisemitismo, sul concetto di economia e di democrazia e sull'alcolismo.
Ogni capitolo è composto da una prima parte che contiene una breve nota con una definizione dell'aspetto o una biografia del personaggio sulla quale sono incentrate le storielle, una seconda con le storielle vere e proprie.

## Alcuni esempi
Ecco tre storielle contenute nel libro, a titolo di esempio.
La prima riguarda Stalin:
Stalin si interrompe e in tono perentorio chiede: "Chi è stato?"
Dalla sala non arriva nessuna risposta.
Allora Stalin ordina: "Quelli della prima fila, si alzino!"
Tutta la prima fila si alza come un sol uomo.
Stalin comanda: "Fucilateli!"
Grande ovazione da tutta la sala congressi.
Appena l'ovazione si spegne, Stalin domanda una seconda volta: "Allora, chi è stato?"
Ancora un silenzio impressionante.
Stalin di nuovo ordina: "Quelli della seconda fila, si alzino!"
Tutta la seconda fila scatta in piedi.
Stalin ordina: "Fucilateli!"
Di nuovo, una straordinaria ovazione si leva da tutti i partecipanti al congresso.
Quando l'ovazione termina, Stalin domanda per la terza volta: "Chi è stato?"
Ancora nessuna risposta.
Stalin ordina: "Quelli della terza fila, si alzino!"
Tutta la terza fila scatta in piedi.
Stalin di nuovo ordina: "Fucilateli!"
Ennesima ovazione da parte dell'intera platea.
Appena l'ovazione si placa, Stalin domanda sempre più perentorio: "Chi è stato?"
A questo punto, dal centro della sala si alza un omino che scoppiando in singhiozzi dice: "Sono stato io, compagno Stalin!"
E vigorosamente, Stalin risponde: "Salute, compagno!"»
La seconda si riferisce invece a Radio Erevan, la radio armena, la più filosovietica di tutte. Sono presenti nel libro moltissime battute riferite a questa radio tanto propagandista da essere patetica:
I nostri ascoltatori ci domandano: "Quali saranno i risultati delle prossime elezioni?"
Rispondiamo: "Cari compagni, nessuno può dirlo. Ieri qualcuno ha rubato dall'ufficio del Comitato centrale dell'Unione Sovietica i risultati delle prossime elezioni."»
Infine l'ultima riguarda la propaganda portata fino al plagio dei bambini:
Prima che i delegati arrivino, i bambini vengono istruiti su come rispondere alle domande che verranno loro poste. La risposta deve essere sempre e immancabilmente: "In Unione Sovietica, ogni cosa è la migliore del mondo."
Giunge la commissione, e uno dei membri domanda: "Bambini, vi piace il vostro asilo?"
E i bimbi: "In Unione Sovietica, ogni cosa è la migliore del mondo."
"E che ne dite del cibo che vi danno qui?"
"In Unione Sovietica, ogni cosa è la migliore del mondo."
"E vi piacciono i vostri giocattoli?"
"In Unione Sovietica, ogni cosa è la migliore del mondo."
A quel punto, il più piccolo dei bambini scoppia in lacrime. Preoccupati, tutti gli chiedono: "Misha, perché piangi? Cos'è successo?"
E Misha, singhiozzando disperato: "Non voglio stare qui, voglio andare in Unione Sovietica..."»

## Appendice storica
Il libro si conclude con una concisa appendice nella quale viene raccontata la storia del comunismo in Russia, dalla Rivoluzione d'ottobre alla Perestrojka.

## Edizioni
- Moni Ovadia, Lavoratori di tutto il mondo, ridete, primo ed., collana Stile Libero Big, Einaudi, 2007,  pp. 276, cap. 23, più introduzione-provocazione e appendice storica, ISBN 978-88-06-18535-0.